# Phantasmagoria (album)
 (avril 2012).
Si vous disposez d'ouvrages ou d'articles de référence ou si vous connaissez des sites web de qualité traitant du thème abordé ici, merci de compléter l'article en donnant les références utiles à sa vérifiabilité et en les liant à la section « Notes et références ».
Pour les articles homonymes, voir Phantasmagoria.
Albums de Limbonic Art
Legacy of Evil
(2007)
Phantasmagoria est le septième album studio du groupe de black metal symphonique norvégien Limbonic Art. L'album est sorti le 12 juillet 2010 sous les labels Nocturnal Art Productions et Candlelight Records.
Depuis cet opus, Vidar "Daemon" Jensen est le seul membre de Limbonic Art qui est donc devenu un one man band.

## Musiciens
- Vidar "Daemon" Jensen - chant, tous les instruments.

## Liste des titres
1. Prologue/ Phantasmagoria
2. Crypt of Bereavement
3. Curse of the Necromancer
4. Portal to the Unknown
5. Dark Winds
6. A World in Pandemonium
7. Flight of the Minds Eye
8. Apocalyptic Manifestation
9. Prophetic Dreams
10. The Burning Vortex
11. A Black Sphere of Serenity
12. Astral Projection